# Даволі
Даволі (італ. Davoli, сиц. Dàuli) — муніципалітет в Італії, у регіоні Калабрія,  провінція Катандзаро.
Даволі розташоване на відстані близько 500 км на південний схід від Рима, 30 км на південь від Катандзаро.
Населення — 5631 особа (2014).
Щорічний фестиваль відбувається 21 липня. Покровитель — святий Віктор.

## Демографія
Населення за роками:

Станом на 1 січня 2023 року в муніципалітеті офіційно проживало 429 іноземців з 34 країн, серед них 102 громадяни країн Євросоюзу та 14 громадян України.

## Сусідні муніципалітети
- Кардінале
- Сан-Состене
- Сатріано